# Tillandsia jucunda
Tillandsia jucunda là một loài thuộc chi Tillandsia. Đây là loài bản địa của Bolivia.

## Giống
- Tillandsia 'Blue Rinse'
- Tillandsia 'Cooran'
- Tillandsia 'Do-Ra-Me'